# Carl Djerassi
Carl Djerassi (en búlgaro: Карл Джераси; Viena, 29 de octubre de 1923-San Francisco, California, 30 de enero de 2015) fue un químico, novelista y dramaturgo búlgaro-austriaco-estadounidense, más conocido por su contribución al desarrollo de la píldora anticonceptiva (OCP).

## Primeros años
Carl Djerassi nació en Viena, Austria, pero pasó los primeros años de su infancia en Sofía, Bulgaria, el hogar de su padre, Samuel Djerassi, dermatólogo y especialista en enfermedades de transmisión sexual. Su madre era Alice Friedmann, una dentista y médica vienesa. Ambos padres eran judíos. 
Tras el divorcio de sus padres, Djerassi y su madre se trasladaron a Viena. Hasta la edad de 14 años, asistió al mismo realgymnasium al que Sigmund Freud había asistido muchos años antes. Pasaba los veranos en Bulgaria con su padre. 
Austria le negó la ciudadanía y después del Anschluss, su padre se volvió a casar brevemente con su madre en 1938 para permitir que Carl y su madre escaparan del régimen nazi y huyeran a Sofía, Bulgaria, donde vivió con su padre durante un año. Bulgaria, aunque no era inmune al antisemitismo, demostró ser un refugio seguro, ya que el país logró salvar a toda su población judía de 48.000 personas de la deportación a los campos de concentración nazis. Durante su estancia en Sofía, Djerassi asistió al Colegio Americano de Sofía, donde llegó a hablar inglés con fluidez. 
En diciembre de 1939, Djerassi llegó con su madre a los Estados Unidos, casi sin un centavo. La madre de Djerassi trabajaba en un consultorio grupal en el norte del estado de Nueva York. En 1949, su padre emigró a los Estados Unidos, ejerció en Pensilvania y Virginia Occidental, y finalmente se retiró cerca de su hijo en San Francisco.

## Educación
Djerassi comenzó su carrera universitaria en Newark Junior College después de mudarse a los Estados Unidos con su madre cuando tenía 16 años. Anteriormente había asistido al American College of Sofia, una escuela secundaria en Sofía, Bulgaria, donde aprendió a hablar inglés con fluidez. Debido al nombre de su escuela secundaria, fue malinterpretado y se inscribió en Newark Junior College antes de graduarse de la escuela secundaria. Después de un año en el Newark Junior College, Djerassi escribió una carta a la primera dama Eleanor Roosevelt pidiéndole ayuda con un alojamiento y comida y una beca de matrícula para una universidad de cuatro años. Recibió una respuesta del Instituto de Educación Internacional con una beca completa para Tarkio College, donde asistió brevemente, y luego estudió química en Kenyon College, donde se graduó summa cum laude. Después de un año en CIBA, se trasladó a la Universidad de Wisconsin-Madison, donde obtuvo su doctorado en química orgánica en 1945. Su trabajo de tesis examinó la transformación de la hormona sexual masculina testosterona en la hormona sexual femenina estradiol, a través de una secuencia de reacciones químicas. 

## Trayectoria
Participó en la invención en 1951, junto con el mexicano Luis Ernesto Miramontes Cárdenas y el húngaro-mexicano George Rosenkranz, de la progestina 19-noretisterona —la cual, diferente de la progesterona, tiene un efecto permanente cuando se toma oralmente y es más resistente que la hormona natural. Su preparación la administraron primero a animales Gregory Pincus y Min Chueh Chang y luego John Rock a una mujer. Djerassi remarcó que él no tenía en mente el control de la natalidad cuando empezó a trabajar con la progesterona — "ni en nuestros sueños más salvajes… lo imaginamos" — cuando fue referido por algunos como el padre de la píldora. Fue también autor de la novela Cantor's Dilemma (El dilema de Cantor), donde explora la ética de los modernos científicos a través de su protagonista, el doctor Cantor. En 1978, fue galardonado con el Premio Wolf en Química.[cita requerida]

## Libros

### No ficción
Djerassi fue uno de los pocos autores en publicar múltiples autobiografías, junto con Joan Baez y Dory Previn. Por lo menos dos aparecen en esta lista:
- Optical Rotatory Dispersion, McGraw-Hill & Company, 1960.
- The Politics of Contraception, W H Freeman & Company, 1981, ISBN 0-7167-1342-X
- Steroids Made it Possible (Profiles, Pathways, and Dreams), American Chemical Society, 1990, ISBN 0-8412-1773-4 (autobiography)
- The Pill, Pygmy Chimps, and Degas' Horse, Basic Books, 1992, ISBN 0-465-05758-6 (autobiography)
- From the Lab into The World: A Pill for People, Pets, and Bugs, American Chemical Society, 1994, ISBN 0-8412-2808-6
- Paul Klee: Masterpieces of the Djerassi Collection, (coeditor), Prestel Publishing, 2002, ISBN 3-7913-2779-8
- Dalla pillola alla penna, Di Renzo Editore, 2004, ISBN 88-8323-086-8
- This Man's Pill: Reflections on the 50th Birthday of the Pill , Oxford University Press, USA, 2004, ISBN 0-19-860695-8 (memoir)

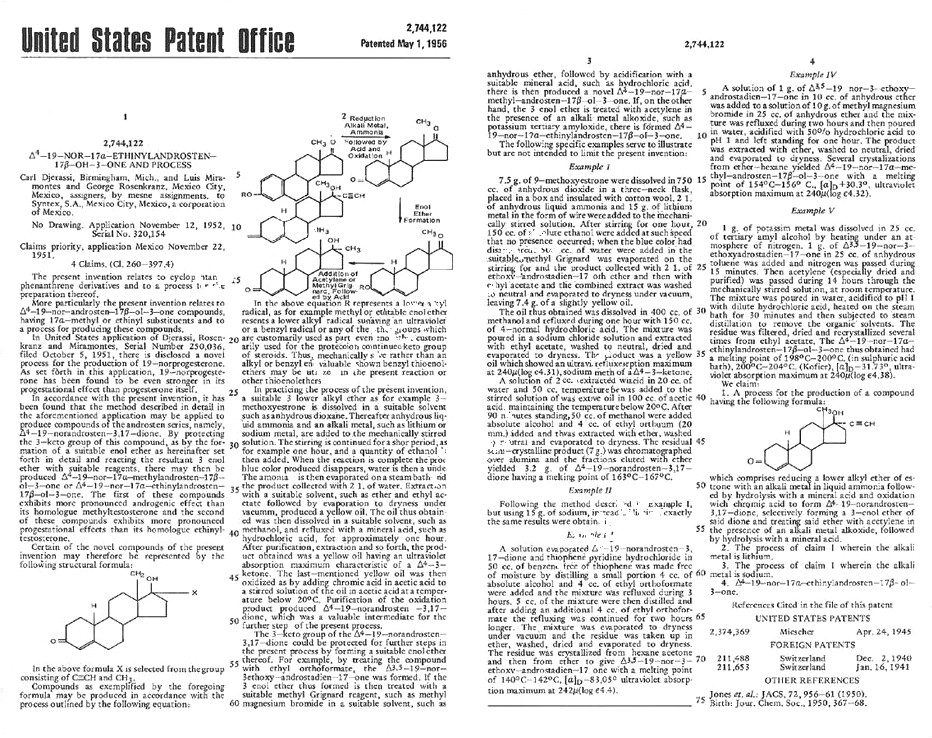
Patente de la primera progestina oral activa, la cual permitió el desarrollo del anticonceptivo oral, elegido en el Salón de la Fama de Inventores de Estados Unidos.

### Ficción
- Futurist and Other Stories, Macdonald, 1989, ISBN 0-356-17500-6
- The Clock Runs Backwards, Story Line Press, 1991, ISBN 0-934257-75-2
- Marx, Deceased, University of Georgia Press, 1996, ISBN 0-8203-1835-3

#### Ciencia en la ficción
Djerassi inventó el género llamado ciencia en ficción, que muestra las vidas reales de científicos, con sus complejos, conflictos y aspiraciones. Esto no es ciencia ficció para un lejano futuro: es sobre gente real, viviendo ahora en nuestro mundo.
- Cantor's Dilemma, Penguin, 1989, ISBN 0-14-014359-9
- The Bourbaki Gambit, Penguin, 1994, ISBN 0-14-025485-4
- Menachem's Seed, Penguin, 1996, ISBN 0-14-027794-3
- NO, Penguin, 1998, ISBN 0-14-029654-9

#### Drama
- An Immaculate Misconception: Sex in an Age of Mechanical Reproduction, Imperial College Press, 2000, ISBN 1-86094-248-2 (adapted from the novel, Menachem's Seed)
  - L.A. Theatre Works, Audio Theatre Collection CD, 2004, ISBN 1-58081-286-4
- Oxygen, Wiley-VCH, {with Roald Hoffmann, coauthor), 2001, ISBN 3-527-30413-4
- Newton's Darkness: Two Dramatic Views, (with David Pinner, coauthor), Imperial College Press, 2004, ISBN 1-86094-390-X
- Four Jews on Parnassus